# Oohkotokia
Oohkotokia (/ˌoʊ.oʊkəˈtoʊkiə/ OH-oh-kə-TOH-kee-ə) là một chi khủng long thuộc họ Ankylosauridae. Nó có cơ thể lớn, nặng, đi bằng bốn chân, ăn thực vật, và có thể đạt chiều dài 6 m (19,7 ft).